# Loma del Refugio
Loma del Refugio är en ort i Mexiko.   Den ligger i kommunen Navojoa och delstaten Sonora, i den nordvästra delen av landet, 1 400 km nordväst om huvudstaden Mexico City. Loma del Refugio ligger 39 meter över havet och antalet invånare är 1 008.
Terrängen runt Loma del Refugio är platt. Runt Loma del Refugio är det ganska glesbefolkat, med 36 invånare per kvadratkilometer. Närmaste större samhälle är Navojoa, 5,9 km söder om Loma del Refugio. Trakten runt Loma del Refugio består till största delen av jordbruksmark.